# Biblioteca Municipal Fábio Villaboim
Die Biblioteca Municipal Fábio Villaboim ist die Stadtbibliothek der brasilianischen Stadt Paraty im Bundesstaat Rio de Janeiro. Sie wurde im Jahr 1905 gegründet. 

## Geschichte
Die Anfänge der Bibliothek in Paraty reichen bis in das 19. Jahrhundert zurück. Damals wurde die Bibliotheca de Paraty eingerichtet. Die heutige Stadtbibliothek bezog 1997 das ehemalige Gefängnis der Gemeinde (Cadeia Pública). Sie liegt im historischen Zentrum der Stadt. Das Gebäude ist auch Sitz des Instituto Histórico e Artístico de Paraty mit seinem Archiv. 
Benannt wurde es nach Fábio Villaboim de Carvalho, der bereits früher Teile seines Besitzes als Grundstock einer Stadtbibliothek zur Verfügung gestellt hatte und nach dessen Tod 1992 diese in den Besitz der Stadt übertragen worden waren.
Sie umfasst einen Bestand von etwa 20.000 Medien, davon rund 5000 zur Geschichte von Paraty, und zählt etwa 500 eingeschriebene Mitglieder, die die Bibliothek unterstützen.

## Verbundsystem
Die Bibliothek wird im Sistema Nacional de Bibliotecas Públicas unter der Nummer 1117 geführt, im Guia de Bibliotecas Públicas do Estado do Rio de Janeiro unter der Nummer 91.